# Cadre-45/1-Europameisterschaft 1948

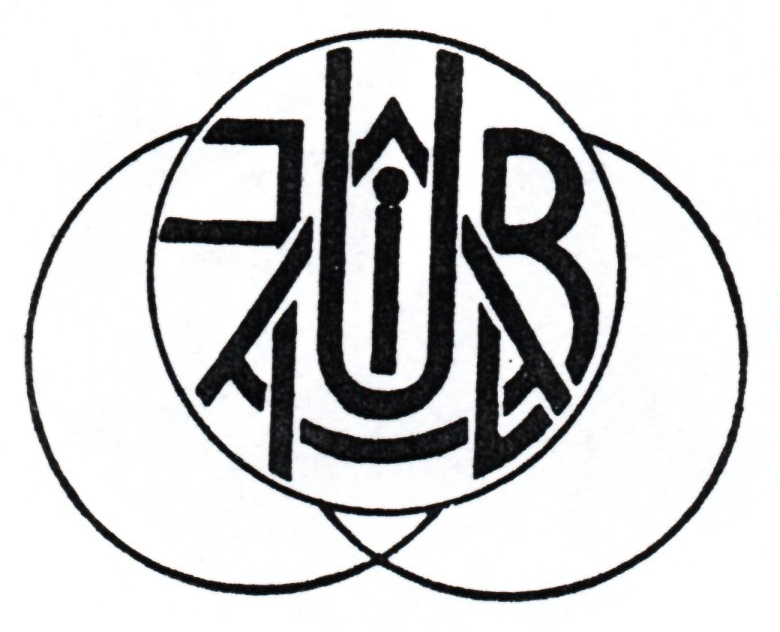
Logo UIFAB (ausrichtender Verband)

Veranstaltungsort: Amsterdam

Die Cadre-45/1-Europameisterschaft 1948 war das dritte Turnier in dieser Disziplin des Karambolagebillards und fand vom 26. bis zum 29. Februar 1948 in Amsterdam statt. Es war die erste Cadre-45/1-Europameisterschaft in den Niederlanden.

## Geschichte
Die dritte und damit letzte Cadre 45/1 EM in Amsterdam endete mit einem niederländischen Dreifacherfolg. Titelverteidiger Piet de Leeuw siegte erneut vor Piet van de Pol, der mit 266 einen neuen Europarekord in der Höchstserie (HS) aufstellte, und Kees de Ruijter. René Gabriëls egalisierte mit 60,00 den Europarekord im besten Einzeldurchschnitt (BED). Alle Europarekorde können nicht mehr verbessert werden, da die nächste EM im Cadre 47/1 gespielt wurde.

## Turniermodus
Es wurde im Round Robin System bis 300 Punkte gespielt. Bei MP-Gleichstand (außer bei Punktgleichstand beim Sieger) wird in folgender Reihenfolge gewertet:
1. MP = Matchpunkte
2. GD = Generaldurchschnitt
3. HS = Höchstserie

## Abschlusstabelle
| MP    | Match Points (Sieger = 2; Unentschieden = 1; Verlierer = 0) |
| Pkte. | Erzielte Karambolagen                                       |
| Aufn. | Benötigte Versuche                                          |
| GD    | Generaldurchschnitt                                         |
| BED   | Bester Einzeldurchschnitt eines Spielers                    |
| HS    | Höchstserie                                                 |
|       | Bester GD des Turniers                                      |
|       | Bester ED des Turniers                                      |
|       | Beste HS des Turniers                                       |
|       | 1. Platz (Gold)                                             |
|       | 2. Platz (Silber)                                           |
|       | 3. Platz (Bronze)                                           |

| Platz                      | Name               | MP   | Pkte. | Aufn. | GD    | BED   | HS  |
| -------------------------- | ------------------ | ---- | ----- | ----- | ----- | ----- | --- |
| 1                          | Piet de Leeuw      | 13:1 | 2100  | 81    | 25,92 | 42,85 | 160 |
| 2                          | Piet van de Pol    | 11:3 | 2087  | 109   | 19,14 | 42,85 | 266 |
| 3                          | Kees de Ruijter    | 9:5  | 1968  | 102   | 19,29 | 37,50 | 131 |
| 4                          | René Gabriëls      | 8:6  | 1770  | 87    | 20,34 | 60,00 | 152 |
| 5                          | Clément van Hassel | 7:7  | 1615  | 90    | 17,94 | 37,50 | 192 |
| 6                          | Jean Galmiche      | 4:10 | 1160  | 86    | 13,48 | 16,66 | 86  |
| 7                          | Ernst Reicher      | 2:12 | 1048  | 89    | 11,77 | 20,00 | 77  |
| 8                          | Louis Chassereau   | 2:12 | 1184  | 102   | 11,60 | 13,63 | 128 |
| Turnierdurchschnitt: 17,33 |                    |      |       |       |       |       |     |